# Gulbuget saftspætte
Den gulbugede saftspætte (Sphyrapicus varius) er en spætte i ordenen af spættefugle. Den lever i skove i Canada, det østlige Alaska og det nordøstlige USA. Spætten trækker sydpå til de sydlige dele af Nordamerika og Centralamerika.